# 竹亭镇
竹亭镇，是中华人民共和国江西省宜春市袁州区下辖的一个乡镇级行政单位。
该镇有一个初级中学，竹亭中学。

## 行政区划
竹亭镇下辖以下地区：
竹亭村、銮坑村、南池村、上车村、新更村、罗布村、渣林村、社江村和池塘村。